# Julius Chukwuma Ononiwu
Julius Chukwuma Ononiwu (* 24. Dezember 1988) ist ein nigerianischer Fußballspieler.

## Karriere
Julius Chukwuma Ononiwu stand bis Ende 2010 beim kambodschanischen Kirivong Sok Sen Chey in Takeo unter Vertrag. Am 1. Januar 2011 ging er nach Thailand, wo er in der Hauptstadt Bangkok einen Vertrag beim Zweitligisten Air Force United unterschrieb. 2013 wurde er mit dem Klub Meister der Liga und stieg in die erste Liga auf. Nach nur einer Saison musste er am Ende der Saison 2014 wieder den Weg in die zweite Liga antreten. Bei dem Hauptstadtverein stand er bis Dezember 2015 unter Vertrag. Im Januar 2016 unterschrieb er einen Vertrag beim Satun United FC. Der Verein aus Satun spielte in der dritten Liga, der damaligen Regional League Division 2. Hier trat man in der Southern Region an. Nach der Ligareform 2017 startete Satun 2017 in der vierten Liga, der neugeschaffenen Thai League 4. Am Ende der Saison feierte er mit Satun die Meisterschaft der Southern Region. Nach der Saison wurde sein Vertrag nicht verlängert. Bis Juni 2018 war er vertrags- und vereinslos. Am 1. Juli 2018 verpflichtete ihn der Drittligist Chamchuri United FC. Mit dem Hauptstadtverein spielte er in der Lower Region der Liga. Nach einem halben Jahr wechselte er im Januar 2019 zum Viertligisten Surat Thani City FC. Mit dem Verein aus Surat Thani spielte er in der vierten Liga in der Southern Region. In 21 Viertligaspielen schoss er vierzehn Tore. Im September 2020 wurde er vom Zweitligaaufsteiger Ranong United FC aus Ranong verpflichtet. Sein Zweitligadebüt für Ranong gab er am 13. September 2020 im Spiel gegen den Uthai Thani FC. Hier stand er in der Anfangsformation und wurde  in der 57. Minute gegen Jakkit Palapon ausgewechselt. Im Dezember verließ er den Verein und schloss sich dem Drittligisten Muang Loei United FC aus Loei an. Mit Muang Loei spielte er in der dritten Liga, der Thai League 3. Hier spielte er für den Rest der Saison in der North/Eastern Region. Zu Beginn der Saison 2021/22 wechselte er nach Nakhon Sawan zum Drittligisten See Khwae City FC. Mit See Khwae spielte er 22-mal in der Northern Region. Im Sommer 2022 kehrte er zu seinem ehemaligen Verein Ranong United, der mittlerweile in der zweiten Liga spielte, zurück. Am Ende der Saison musste er mit dem Verein den Weg in die dritte Liga antreten. Nach dem Abstieg und 30 Zweitligaspielen für Ranong wechselte er im August 2023 zum Zweitligisten Krabi FC. Nach 17 Ligaspielen wurde sein Vertrag im Januar 2024 nicht verlängert. Nach kurzer Vertragslosigkeit unterschrieb er im Sommer 2024 einen Vertrag beim Drittligisten Yasothon FC. Mit dem Verein aus Yasothon spielt er in der North/Eastern Region der Liga.

## Erfolge
Air Force United
- Thailändischer Zweitligameister: 2013  ▲

Satun United FC
- Thai League 4 – South: 2017